# 百人おどし

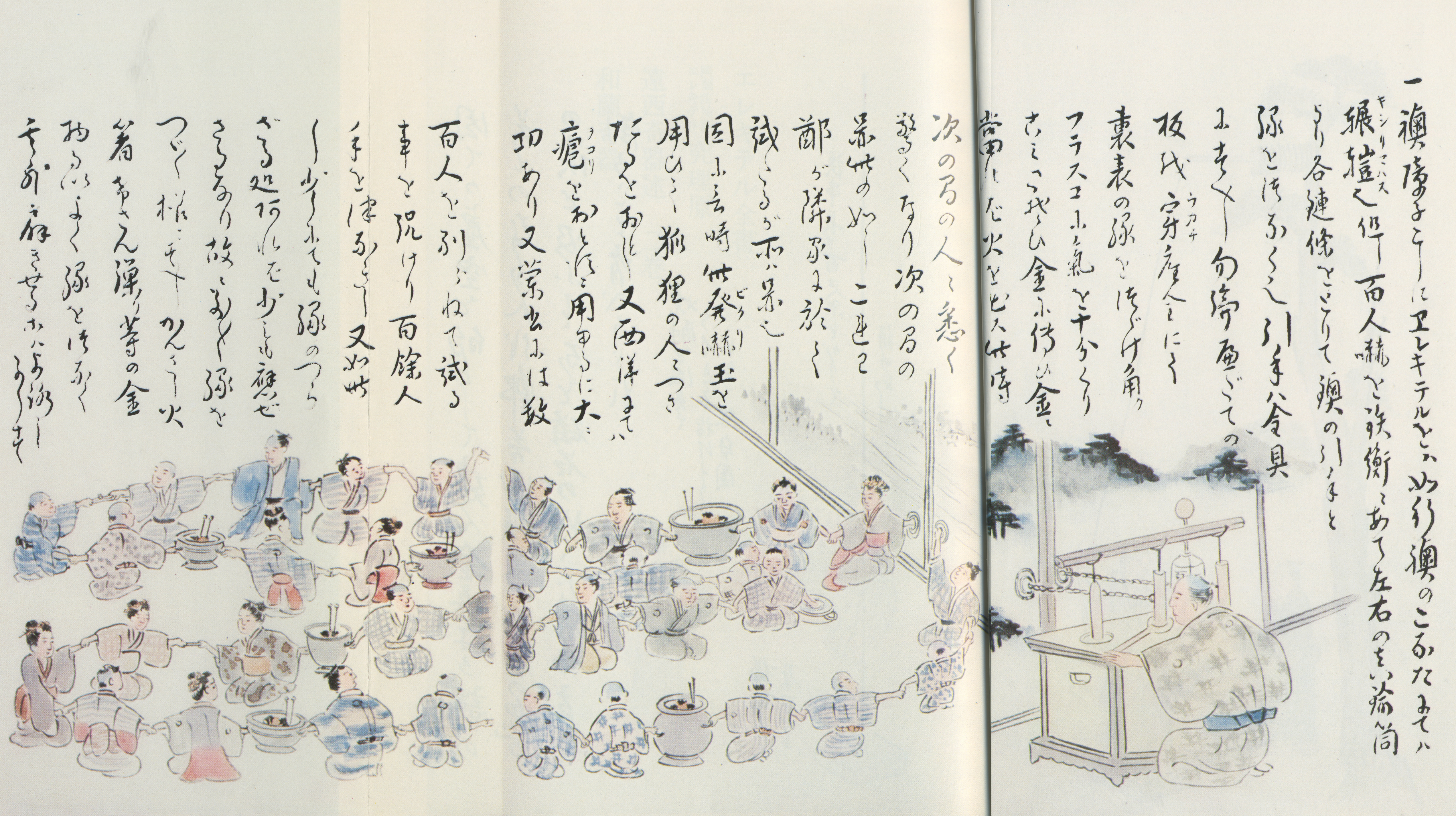
橋本宗吉著「阿蘭陀始制エレキテル究理原」に収められたエレキテルによる百人おどし実験の様子

百人おどし（ひゃくにんおどし）は、並んだ人々の人体に静電気を流して感電を体験する演示物理実験のことである。もともとは静電気を貯めるライデン瓶に、江戸時代の蘭学者である橋本宗吉が百人おどしまたは、百人おびえ、百人嚇(ひゃくにんおびえ)と訳語をあてたことに始まる。

## 由来
ライデン瓶の発明以後、見世物としてヨーロッパ各地で行われた。日本では、江戸時代に橋本宗吉が書き残した『阿蘭陀始制エレキテル究理原』で図入りで詳しく記録を残している。その後、日本では1980年代に米村でんじろうが都立高校の教師時代に理科の授業で取り入れ、米村がテレビ出演やサイエンスショーの際に紹介して再び広く認知されるようになった。

### 実験内容
まず、ライデン瓶に静電気を蓄える。被験者は全員並んで手をつないで輪をつくる。両端のものが、それぞれライデン瓶の電極に触れると全員に静電気が流れる。ライデン瓶としてプラスチックコップ2個にアルミ箔を巻きつけて、これらを重ねることで、比較的安価に作成することもできる。

## 歴史

### 18世紀ヨーロッパ
1746年にライデン瓶の発明以後、見世物としてヨーロッパ各地で行われた。例えば、フランスの牧師ジャン・ノレは180人の兵士に手をつながせて、国王の前で演示実験したといわれている。

### 橋本宗吉の百人おどし
江戸時代の蘭学者である橋本宗吉が『阿蘭陀始制エレキテル究理原』を著した。この本は、静電気の原理、エレキテルの構造、エレキテル(摩擦起電器)を使った静電気の実験について記述されたものである。この中に、橋本宗吉の行った「百人おどし」の実験が記述されている。ここには、寺子屋に通っていた子供たち100人余りに手をつながせて輪をつくり、障子越しのライデン瓶に触れさせて感電させる実験が絵入りで紹介されている。

### 宇田川榕菴の記述

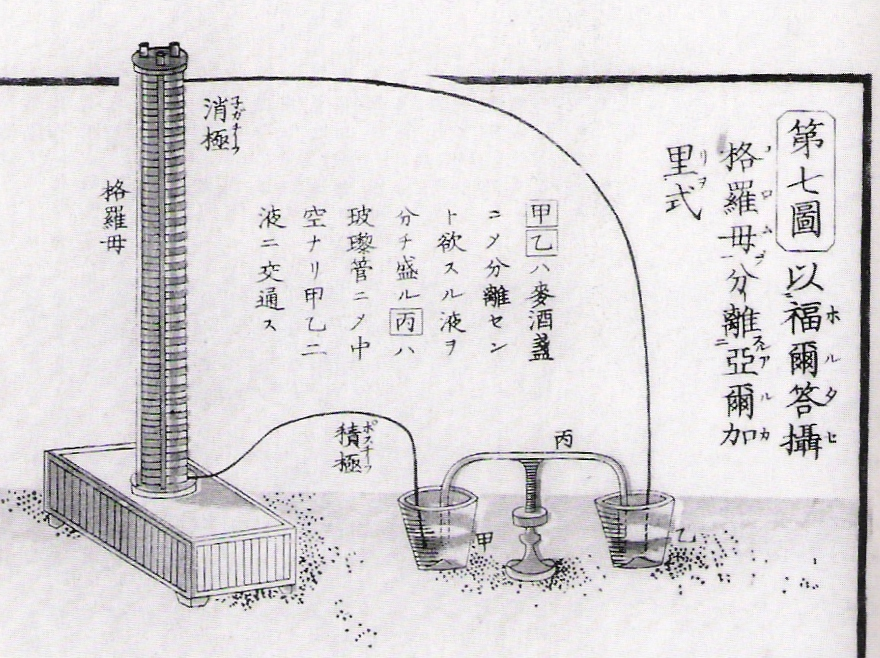
『舎密開宗（ぜいみかいそう）』に示されたボルタ電池紹介の挿絵。

宇田川榕菴は、大垣藩の藩医の子として生まれ、後に津山藩の江戸詰の藩医であった宇田川家に養子としては入った人物である。
『舎密開宗（ぜいみかいそう）』の中で、ボルタ電池を紹介している。この執筆にあたり、数多くの手稿が存在するが、電気については『瓦爾華尼越列機的造作記（がるはにえれきてるぞうさき）』、『瓦爾華尼越列機集説』として残っている。『瓦爾華尼越列機的造作記』はボルタ電池の製作記録であり、『瓦爾華尼越列機集説』はその利用法である。
この中で、ボルタ電池の両端を湿った手で触れれば、強いショックを感ずること、数人が手をつなぎ、両端の人が電池のそれぞれの端を持てば、全員がショックを感じること、しかしその場合は一人の時より弱いことなどが書かれている。

## 安全評価基準

### ライデン瓶の電気容量
プラスチックコップ2個にアルミ箔を巻きつけて作ったライデン瓶の電気容量は100pF以下、帯電電圧は約10kV程度と見積もられる。

### 人体の電気抵抗
人体各部の抵抗率は、その器官によって異なる。低電圧で測定したときの抵抗は、以下の通りである。
| 部位 | 単位面積あたりの抵抗                                                 |
| ---- | -------------------------------------------------------------------- |
| 皮膚 | {\displaystyle 2\times 10^{4}\sim 10^{5}[\Omega /\mathrm {cm} ^{2}]} |
| 骨   | {\displaystyle 9.0\times 10^{5}[\Omega \cdot \mathrm {cm} ]}         |
| 筋肉 | {\displaystyle 1.5\times 10^{3}[\Omega \cdot \mathrm {cm} ]}         |
| 脳   | {\displaystyle 2.0\times 10^{3}[\Omega \cdot \mathrm {cm} ]}         |
| 血液 | {\displaystyle 185[\Omega \cdot \mathrm {cm} ]}                      |

ここからわかるように皮膚の抵抗率が最も大きく、内部組織はそれより低くなる。
手足が濡れているときの人体の抵抗値が低い値となり、500Ωから1000Ωに近い値となる。乾いている場合には2000Ωから3000Ωとなる。従って、手足が濡れているか乾いているかで感電した場合の電流値が大きく変わる。

### パルス電撃の許容範囲
「百人おどし」の実験とは、静電誘導の電荷が一気に人体を通して放電される現象である。すなわちライデン瓶またはコンデンサに接触した瞬間に、ごく短時間の間に波高値の高いパルス状の電流が人体を流れることである。
Dalzielらの研究によれば、人体の許容電流Iは電流継続時間tの平方根に反比例し、以下の式で表現される。
{\displaystyle W=RI^{2}t}
一般に、人体に対する電撃の強さは、印加された電圧値ではなく、人体を流れる電流値と相関がある。
商用交流で生命に危険が及ぶエネルギー限界値の下限は6.5～17Jとされる。パルス電撃の場合は、Dalzielは商用交流の2倍を提案している。これに従うと、13〜34Jに下限値が設定される。「商用交流で2mA、1秒程度の感電であれば絶対安全」ということを拠り所として人体に流れるパルス電撃の限界エネルギーを求めてみると、人体の抵抗を数kΩとして、約20mJとなる。
プラスチックコップによるライデン瓶で蓄えられる静電エネルギーは約5mJである。ただし、ライデン瓶を大型化したり並列に接続して蓄電すれば、たちまち人体に危険を及ぼす範囲に到達する。

### コンデンサによる感電
740pFの静電容量をもつコンデンサーに高電圧で蓄電し、人体にパルス電撃を行った場合に、被験者が感じる感覚について次の報告がある。
| コンデンサの端子電圧[kV] | 電荷量[μc] | 電荷エネルギ[mJ] | 電撃の程度               |
| ------------------------ | ---------- | ---------------- | ------------------------ |
| 1                        | 0.74       | 0.4              | 感覚なし                 |
| 2                        | 1.48       | 1.5              | 少し感じる               |
| 5                        | 3.70       | 9.3              | ちくちくする             |
| 10                       | 7.40       | 37               | 激しくちくちくする、痛む |
| 15                       | 11.1       | 83               | 弱いけいれん             |
| 20                       | 14.8       | 149              | 弱いけいれん             |
| 25                       | 18.5       | 232              | 中度のけいれん           |

### 百人おどしでの電流計測
兵庫県立小野高等学校の教諭であった石原は、プラスチックカップで作ったライデン瓶を使い、9人で手をつなぎ輪を作り、4人目と5人目の間に100Ωの抵抗器をいれて電流を計測した実験を報告している。これによると、パルス電撃の最大電流は250mA。時定数は、約6μs。ここから求められるエネルギーは2.8mJであった。